# Horst Thomé

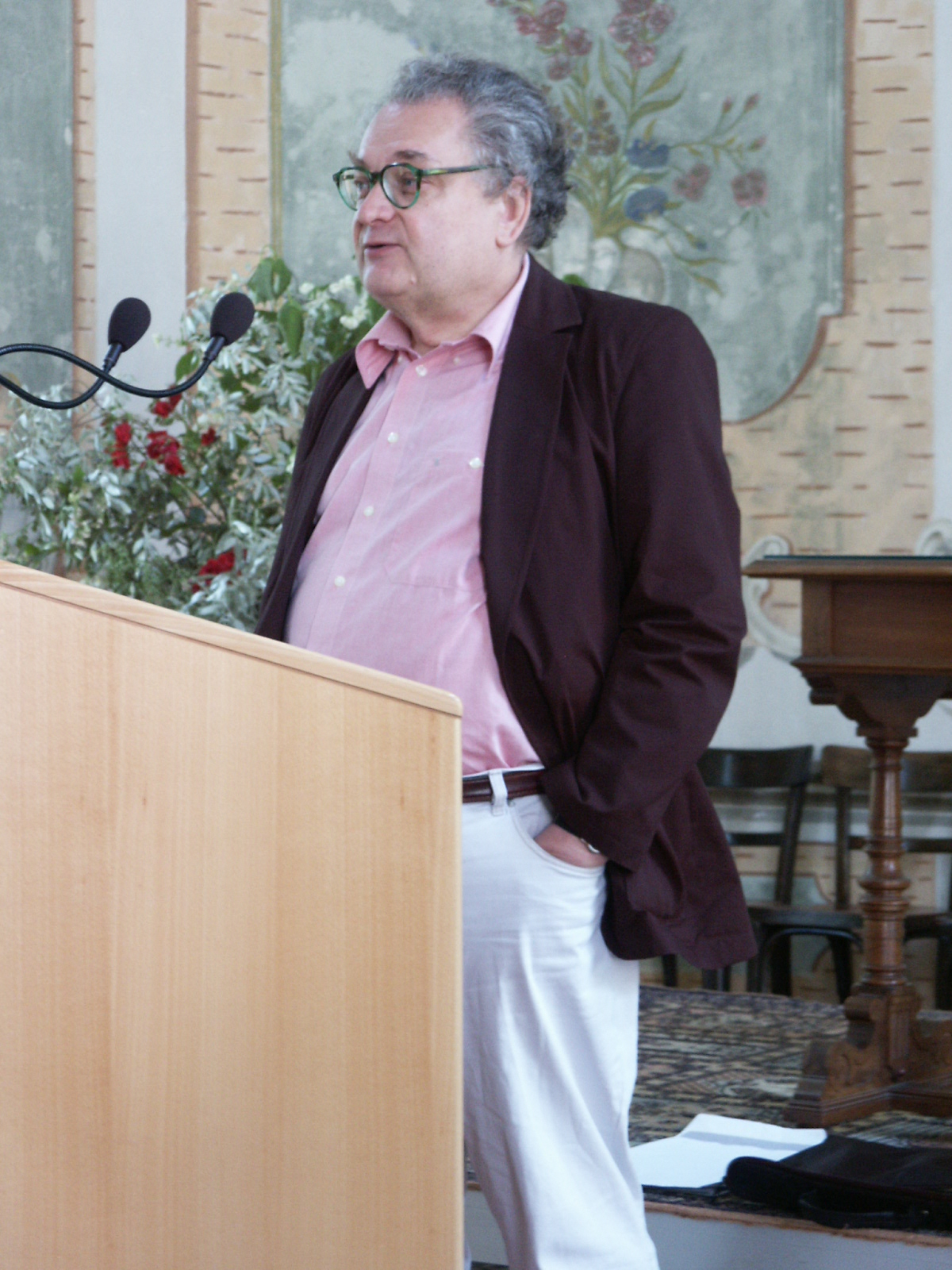
Horst Thomé, 2003

Horst Thomé (* 16. Februar 1947 in München; † 3. März 2012) war ein deutscher Germanist.

## Leben
Er studierte Germanistik und klassische Philologie in München. Nach der Promotion 1974 an der Universität München und der Habilitation 1989 in Kiel war er seit 1993 Ordinarius für Neuere deutsche Literatur an der Universität Stuttgart.
Seine Forschungsgebiete waren Literatur der Aufklärung, des Realismus, der Zeit um 1900, der fünfziger Jahre; Literaturgeschichte und Geschichte der Wissenschaften; Literaturgeschichte und Sozialgeschichte und Theorie und Geschichte der Tragödie und des Epos.
Von 1996 bis 2012 war Horst Thomé Präsident der Paul-Ernst-Gesellschaft.

## Werke
- Roman und Naturwissenschaft. Eine Studie zur Vorgeschichte der deutschen Klassik. Frankfurt a. M. u. a. 1978 (Regensburger Beiträge zur deutschen Sprach- und Literaturwissenschaft / Reihe B / Untersuchungen 15).
- Natur und Geschichte im Frühwerk Arno Schmidts. München 1981.
- Arthur Schnitzler, Medizinische Schriften. 1988. (Herausgeber)
- Autonomes Ich und „Inneres Ausland“. Studien über Realismus, Tiefenpsychologie und Psychiatrie in deutschen Erzähltexten (1848–1914). Tübingen 1993 (Hermaea. N.F. 70).
- Wieland. Epoche, Werk, Wirkung. München 1994. (Mitautor)
- Paul Ernst. Außenseiter und Zeitgenosse. Würzburg 2002. (Herausgeber)
- „Wenn Freunde aus der Ferne kommen“: eine west-östliche Freundschaftsgabe für Zhang Yushu zum 70. Geburtstag. Bern u. a. 2005 (Deutsch-ostasiatische Studien zur interkulturellen Literaturwissenschaft 3). (Mitherausgeber)
- Scientia Poetica. Jahrbuch für die Geschichte der Literatur und der Wissenschaften 1997 ff. (Mitherausgeber)